# Distrikt José Domingo Choquehuanca
Der Distrikt José Domingo Choquehuanca liegt in der Provinz Azángaro in der Region Puno in Südost-Peru. Der Distrikt wurde am 11. Oktober 1954 gegründet. Benannt wurde er nach José Domingo Choquehuanca (1789–1854), einem peruanischen Politiker und Anwalt.
Der Distrikt besitzt eine Fläche von 66,9 km². Beim Zensus 2017 wurden 4828 Einwohner gezählt. Im Jahr 1993 betrug die Einwohnerzahl 4753, im Jahr 2007 5189. Sitz der Distriktverwaltung ist die 3870 m hoch gelegene Kleinstadt José Domingo Choquehuanca (auch Estación de Pucará) mit 3244 Einwohnern (Stand 2017). José Domingo Choquehuanca befindet sich 20 km südwestlich der Provinzhauptstadt Azángaro.

## Geographische Lage
Der Distrikt José Domingo Choquehuanca befindet sich im Andenhochland im Südwesten der Provinz Azángaro. Er liegt am Ostufer des nach Süden strömenden Río Pucará.
Der Distrikt José Domingo Choquehuanca grenzt im Westen an den Distrikt Pucará (Provinz Lampa), im Nordwesten an den Distrikt Tirapata, im Nordosten an den Distrikt Azángaro sowie im Osten und im Südosten an den Distrikt Santiago de Pupuja.